# جوردي سيزار لوبيز ديلغادو
جوردي سيزار لوبيز ديلغادو (بالإسبانية: Jordi César López Delgado) (27 مارس 1992 في إسبانيا - ) هو لاعب كرة قدم إسباني في مركز الدفاع. لعب مع ريال بلد الوليد وكولتورال ديبورتيفا ليونيسا ونادي إيركوليس ونادي فينترتور ونادي ليفانتي وCF Gavà ‏ ونادي إيركوليس ب ‏.

## وصلات خارجية
- جوردي سيزار لوبيز ديلغادو على موقع قاعدة بيانات كرة القدم.إي يو (الإنجليزية)
- جوردي سيزار لوبيز ديلغادو على موقع Soccerway.com (الإنجليزية)
- جوردي سيزار لوبيز ديلغادو على موقع AS.com (الإسبانية)